# 神域
神域（しんいき）とは、神社の境内または神が宿る場所（依り代）のこと。

## 概要
古神道である神籬（ひもろぎ）や磐座（いわくら）信仰は、神の依り代であるとともに、神籬の「籬」は、垣（かき）の意味であり、磐座は磐境（いわさか）ともいい神域との境界を意味する。そして、その「鎮守の森」や神籬や磐座としての森林や山・海・川や岩・木などは、神域である常世（「とこよ」と読み、神の国や理想郷のこと）と現世（「うつしよ」と読み現実世界のこと）の端境を示し、結界としての役割も果たしていて、禁足地である場所も多くある。
沖ノ島などは社（やしろ）や森だけでなく島全体が神域となっていて禁足地になっている。また古来より郊外の集落につながる道の辻などに配置された道祖神、庚申塔、祠、地蔵などの石仏は、神域との結界の役割をしていたともいわれる。
神社神道においても、神域を示す結界が用いられ、たとえば境界線を示すために、境内や社では意図的に段差を設けたり、扉や柵、鳥居や注連縄などを用いる。